# Lambda Librae
Lambda Librae (45 Librae) é uma estrela na direção da constelação de Libra. Possui uma ascensão reta de 15h 53m 20.06s e uma declinação de −20° 10′ 01.2″. Sua magnitude aparente é igual a 5.04. Considerando sua distância de 356 anos-luz em relação à Terra, sua magnitude absoluta é igual a −0.15. Pertence à classe espectral B3V.